# Worotan (album)
Worotan – trzeci studyjny album malijskiej wokalistki Oumou Sangaré wydany w 1996 roku.

## Lista utworów[2]
1. Kun Fè Ko (4:04)
2. N'Guatu (5:16)
3. Baba (5:11)
4. Worotan (6:23)
5. Denw (5:05)
6. N'Diya Ni (4:42)
7. Tièbaw (5:44)
8. Sabu (4:48)
9. Fantan Ni Mônè (9:26)
10. Djôrôlen (8:18)